# 제네비브 앤젤슨
제네비브 앤젤슨(Genevieve Angelson, 1987년 4월 13일 ~ )은 미국의 배우이다.